# Асбест (город)
Асбе́ст — город областного подчинения в Свердловской области России, административный центр Асбестовского муниципального округа.

## География
Город Асбест расположен на восточной окраине Среднего Урала, на реке Большой Рефт, в 86 километрах к северо-востоку от Екатеринбурга.
Климат умеренно континентальный. Среднегодовая норма осадков — 503 мм. Меньше всего осадков выпадает в марте, в среднем 15 мм. Большая часть осадков выпадает в июле, в среднем около 90 мм. Самый холодный месяц январь со средней температурой −12,5 °C, а самый тёплый — июль, со средней температурой 19,2 °C.

## История

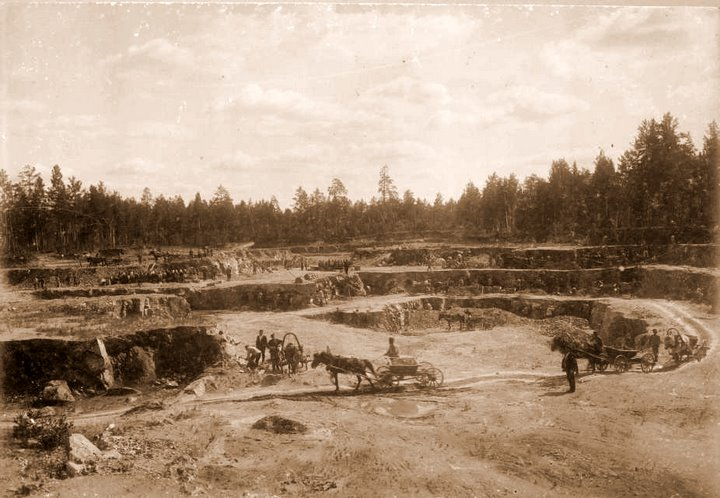
Добыча асбестовой руды на Баженовском месторождении в XIX веке

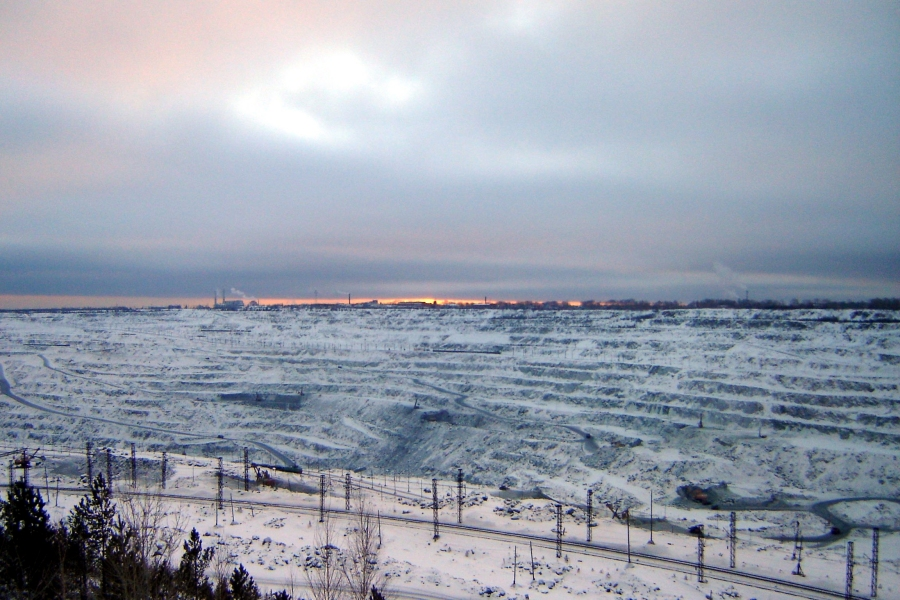
Баженовский асбестовый карьер в черте города Асбеста; 2007 год

В 1885 году член Уральского общества любителей естествознания Алексей Ладыженский открыл в районе Щучьего озера месторождение асбеста. Месторождение было названо Баженовским по названию ближайшей железнодорожной станции Баженово. Потребность промышленности в асбесте обусловила необходимость разработки месторождения. Поэтому к 1889 году открыли несколько приисков и был основан посёлок Куделька. Работы велись открытым способом. Преобладал преимущественно ручной труд. Добыче руды мешали грунтовые воды, поэтому для их откачивания в 1896 году на прииске «Поклевский» появилась первая паровая машина для водоотлива.
В 1897 году в Кудельке была открыта первая в России асбестовая фабрика. Под названием Октябрьская фабрика работала до 1956 года.
Среди рабочих преобладали так называемые зимогоры — крестьяне из окрестных деревень, устраивающиеся на работу в зимнее время. Как правило, они жили либо в казармах, либо во временных избах. После эпидемии брюшного тифа в 1898 году на Вознесенском прииске была открыта первая больница на 10 коек.
В 1901 году в карьерах начали применять взрывные работы.
В 1904 году в карьеры были проложены рельсовые пути для вывоза руды с помощью вагонеток «Коппель» на конной тяге, а в 1910 году появились первые паровозы.
В 1905 году в Кудельке была открыта первая школа. Одной из первых учительниц была Фаина Аввакумова — мать художника Николая Аввакумова.
Одной из проблем Кудельки была фактическая изолированность от дорог. До станции Баженово время в пути составляло целый день. В 1906 году до Кудельки была проведена грунтовая дорога.
В 1910 году на Вознесенском прииске были построены Механические мастерские для ремонта оборудования.
21 февраля 1913 года на Вознесенском прииске открыт рабочий клуб со зрительным залом на 400 мест.
Достигнута самая большая выработка асбеста с начала разработки месторождения — 22,5 тысяч тонн. Вырабатываемый на рудниках асбест экспортировался в Германию, Австрию, Англию, незначительное количество — в Японию. Также была построена и освящена церковь Успения Божией Матери.
В 1918 году постановлением областного совета комиссаров Урала от 29 апреля асбестовые предприятия Баженовского района конфискованы и объявлены собственностью РСФСР. В 1922 году создаётся Республиканский Государственный трест «Ураласбест», реорганизованный в последующем в «Ураласбокомбинат» (1933), в трест «Союзасбест» (1939), в «Уральский асбестовый горно-обогатительный комбинат „Ураласбест“» (1965). С созданием треста происходит объединение рудников Баженовского, Невьянского, Режевского, Алапаевского районов, и начинается планомерная разведка и эксплуатация Баженовского месторождения. В 1922 году начала работать асбестообогатительная фабрика № 1, в 1930 г. — фабрика № 2 «Гигант», в 1935 г. — фабрика № 3 «Асбогигант», в 1955 г. — фабрика № 5, в 1956 и 1961 гг. — I и II очереди фабрики № 4, в 1969 г. — крупнейшая в мире асбестообогатительная фабрика № 6. К началу 1980-х годов фабрики № 1, 2, 3 были выведены из эксплуатации и снесены, а к середине 1980-х годов началось строительство фабрики № 7, однако антиасбестовая кампания в мире и вызванный распадом СССР экономический спад привели к его заморозке.
Вскоре строительство было возобновлено и фабрика функционирует до сих пор, испытывая большие трудности со сбытом "готового Асбеста".
Во время Гражданской войны в районе Кудельки не было крупных боёв. В июле 1919 года после повторного захвата Урала красными был организован первый ревком, 9 сентября того же года создана комсомольская организация.
В 1922 году В здании бывшей конторы Коревинского прииска открыты рабочий клуб «Красный горняк» и общественная библиотека.
В 1927 году была построена узкоколейная железная дорога до станции Баженово. В 1933 году она была перешита на широкую колею.
24 февраля 1929 года Асбестовское бюро коллектива ВКП(б) реорганизовано в Асбестовский РК ВКП(б) с подчинением Свердловскому окружному ВКП(б).
1 мая 1929 года вышел первый номер газеты «Асбестовский рабочий».
В 1930 году в посёлке были открыты геологический музей и горный техникум, в 1940 году ещё и ремесленное училище № 12 (с 1963 года — городское профессионально-техническое училище № 48).
Постановлением ВЦИК СССР от 20 июня 1933 года рабочему посёлку Асбесту был присвоен статус города областного подчинения. В 1940 году город обеспечен трёхсторонним электропитанием.
10 июля 1936 года запущен первый автобусный маршрут: Гараж — Асбокомбинат — Ильинка — комбинат «Гигант».
13 декабря 1936 года приказом Народного Комиссара тяжёлой промышленности СССР на базе Центральной Ильинской механической мастерской создан Асборемонтный завод.
В годы Великой Отечественной войны в Асбест было эвакуировано много предприятий.
Была проложена сеть узкоколейных железных дорог для вывозки леса. На 2011 год некоторые участки этих дорог сохранились в виде просек, на некоторых из них сохранились шпалы и рельсы. Лесозаготовки осуществлялись силами жителей города и военнопленных. В городе было открыто несколько лагерей для пленных, в частности, один из них находился на речке Тёплый ключ, к нему была проложена узкоколейная железная дорога для вывоза леса.
В годы Великой Отечественной войны тысячи асбестовцев ушли на фронт, многие были награждены боевыми наградами, а шесть человек были удостоены звания Героя Советского Союза.
В городе были открыты госпитали для раненых бойцов. Один из них размещался в здании школы № 1. Это здание сохранилось до наших дней, сейчас там размещается контора городского водопровода. Также существовал госпиталь в здании школы № 26, там по сей день располагается школа.
В 1941 году были в Асбест эвакуированы: Ленинградский асбестовый завод, Егорьевский завод «Тормозная лента», Ярославский асбестовый завод, Ленинградская слюдяная фабрика, Харьковский аккумуляторный завод и Харьковский калориферный завод. Вновь созданный завод (ныне ОАО «Уральский завод автотекстильных изделий», назван завод «УралАТИ» в 1942 г.) в сентябре начал выпускать асбестовые ткани и набивки, диски сцепления, нити и шнуры. В 1943 году на заводе на эвакуированном из блокадного Ленинграда оборудовании был начат выпуск паронита, выпуск которого полностью стал обеспечивать нужды оборонной промышленности. В 1945 г. коллективу завода УралАТИ передано на вечное хранение вручённое в 1943 г. переходящее Красное знамя ГКО СССР. В 1958 году на заводе начинается выпуск ферронита, тормозных лент и колодок (автомобильных и железнодорожных). В 1976 году впервые в стране начинается выпуск нетканого полотна (ПНАХ- 1К, АТ-7, АТ-19). В 2004 году налажено производство полимерных материалов и мешков из них. В 2005 году регистрируется торговая марка UrTex (от англ. ural textile — «уральский текстиль»), под которой выпускаются безасбестовые теплоизоляционные материалы.
В 1944 году в Асбесте был открыт детский дом.

Центр Культуры и Досуга

Центр детского творчества

В 1946 году образовалась Баженовская геологоразведочная партия. В 1950 году на базе Центральной научно-исследовательской лаборатории в Асбесте был создан Всесоюзный научно-исследовательский и проектный институт асбестовой промышленности.
1 февраля 1963 года Совет депутатов трудящихся города Асбест передан в подчинение Свердловскому областному Совету депутатов трудящихся.
В 1974 году были построены стоматологическая поликлиника, щебёночный завод. Открылся концертный зал музыкального училища. Открылось новое здание центральной городской библиотеки.
Осенью 1978 года организован СМЭУ (Специализированный монтажно-эксплуатационный участок) при ГОВД Асбестовского горисполкома, в дальнейшем предприятие «Знак» (директор Княжев П. Л.). С этого момента стала системно разрабатываться и внедряться организация дорожного движения в районе Асбеста. Также Асбестовский СМЭУ обслуживал посёлки Белокаменный, Рефтинский, Малышева, Белоярский район и город Заречный.
1 ноября 1990 года произошёл взрыв в цехе по производству взрывчатки. На месте катастрофы образовалась большая воронка. Была полностью разрушена станция перекачки конденсата и заправочный комплекс. Также были тяжело повреждены административно-бытовое здание и главный корпус гаражного хозяйства АТП, противопожарная насосная, компрессорная с подстанцией, центральный склад, мастерская по ремонту машин. Погибло 16 человек. Причины взрыва не установлены по сей день.
С 1992 по 2009 год в городе дислоцировалась 12-я отдельная бригада специального назначения ВС РФ.

## Население
| 1926    | 1931    | 1939    | 1959    | 1962    | 1967    | 1970    | 1973    | 1976    | 1979    | 1982    | 1986    |
| ------- | ------- | ------- | ------- | ------- | ------- | ------- | ------- | ------- | ------- | ------- | ------- |
| 7600    | ↗29 700 | ↗30 000 | ↗60 053 | ↗65 000 | ↗74 000 | ↗75 508 | ↗79 000 | ↘78 000 | ↗78 673 | ↗80 000 | ↗83 000 |
| 1987    | 1989    | 1992    | 1996    | 1998    | 2000    | 2001    | 2002    | 2003    | 2005    | 2006    | 2007    |
| →83 000 | ↗84 470 | ↗85 100 | ↘83 200 | ↘82 200 | ↘81 200 | ↘80 600 | ↘76 328 | ↘76 300 | ↘73 800 | ↘72 800 | ↘71 900 |
| 2008    | 2009    | 2010    | 2011    | 2012    | 2013    | 2014    | 2015    | 2016    | 2017    | 2018    | 2019    |
| ↘71 300 | ↘70 813 | ↘68 893 | ↗68 900 | ↘68 104 | ↘67 414 | ↘66 855 | ↘66 108 | ↘65 305 | ↘64 666 | ↘64 091 | ↘63 325 |
| 2020    | 2021    | 2023    |         |         |         |         |         |         |         |         |         |
| ↘62 908 | ↘57 317 | ↘56 533 |         |         |         |         |         |         |         |         |         |

На 1 января 2025 года по численности населения город находился на 286-м месте из 1124 городов Российской Федерации.

## Промышленность
Баженовское асбестовое месторождение

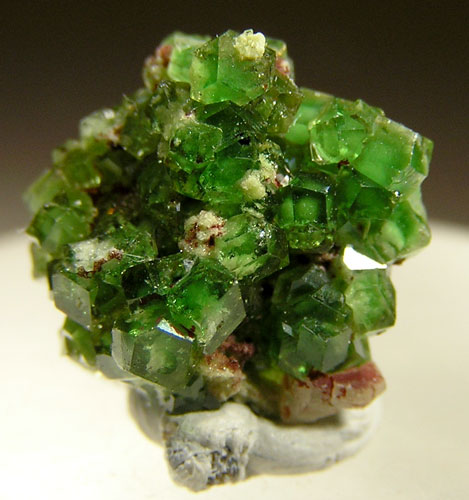
Гроссуляр

Месторождение было открыто землемером Уральского горного правления Ладыженским Алексеем Павловичем 24 декабря 1884 г. во время обмера земель для разработки россыпного золота на реке Грязнушке. До официального открытия месторождения местное население знало о существовании асбеста (горной кудельки) в данном районе, отчего местность вокруг Щучьего озера называлась Кудельным болотом. 2 января 1885 г. было подано заявление на открытие прииска. Разработка месторождения официально была разрешена Горным департаментом 20 июня 1889 г. В 1889 году прииски (на тот момент 9) были куплены бароном Э. А. Жерард де-Сукантоном. В 1897 году на одном из приисков была открыта первая российская асбестообогатительная фабрика.
Баженовское месторождение хризотил-асбеста является крупнейшим в мире по запасам. Расположено на линзообразном гипербазитовом массиве, вытянутом субмеридионально на 28 км с шириной до 4 км с площадью на поверхности около 75 км². С запада и севера массив граничит с габброидами, с востока и юга — с гранитоидами. Месторождение представлено ветвящимися дайками гранитов и диоритов разделёнными на блоки различно ориентированными зонами разломов и дробления. В центральных частях блоки сложены перидотитами, а ближе к зонам разломов рассланцованными серпентинитами, хризотил-асбестом, талькохлоритами и талькокарбонатами. Хризотил-асбестовая минерализация представлена в виде жил и сетки прожилков асбеста шириной от 2 до 50 мм. В месторождении разведано 27 асбестосодержащих залежей с промышленным содержанием хризотил-асбеста (более 2 % от объёма породы), длиной от 200 м до 4,5 км, мощностью от 20 до 1,4 км, глубиной залегания от десятков до 1100 метров от поверхности. Запасы месторождения по состоянию на 1998 год составляли около 70 млн тонн. Разработка ведётся открытым способом, уступами высотой 10-15 м. Глубина карьеров в настоящее время 350—400 м, высота внешних отвалов до 125 м. В ходе разработки сносилась часть жилой и промышленной постройки города Асбеста и город был разделён на две части, в зону карьера попало и озеро Щучье, а озеро Талицкое засыпано отвалами.
Руды поперечноволокнистые, в меньшем количестве есть и продольноволокнистые, асбестмассы. Длина асбестового волокна месторождения до 50—60 мм, очень редко достигают — 150 мм.
Кроме хризотил-асбеста на Баженовском месторождении встречается свыше 120 минералов. Встречаются голубой брусит, гроссуляр от светло-розовых до оранжево-красных расцветок, хромистый гроссуляр интенсивно зелёного цвета, везувиан, хлориты, кальцит, арагонит, разноокрашенный диопсид, бадделеит, пектолит, диаллагит, верлит, вебстерит, микродиорит, макрогаббро, диорит-порфиры, диабаз, диабазовые порфиры, плагиоаплит, альбитит, татариновит, нефрит, молибденит, маухерит, титанит, касаткинит, ссайбелиит, клинохлор, пирит и другие. На месторождении впервые на Урале обнаружены артинит, бруньятеллит, герхардит, гидроксиапофиллит, гидроталькит, годлевскит, девиллин, ксонотлит, ликазит, пироаурит, пломбьерит, розенханит, стивенсит, шорломит. Также встречается самородное золото и серебро.

## Транспорт

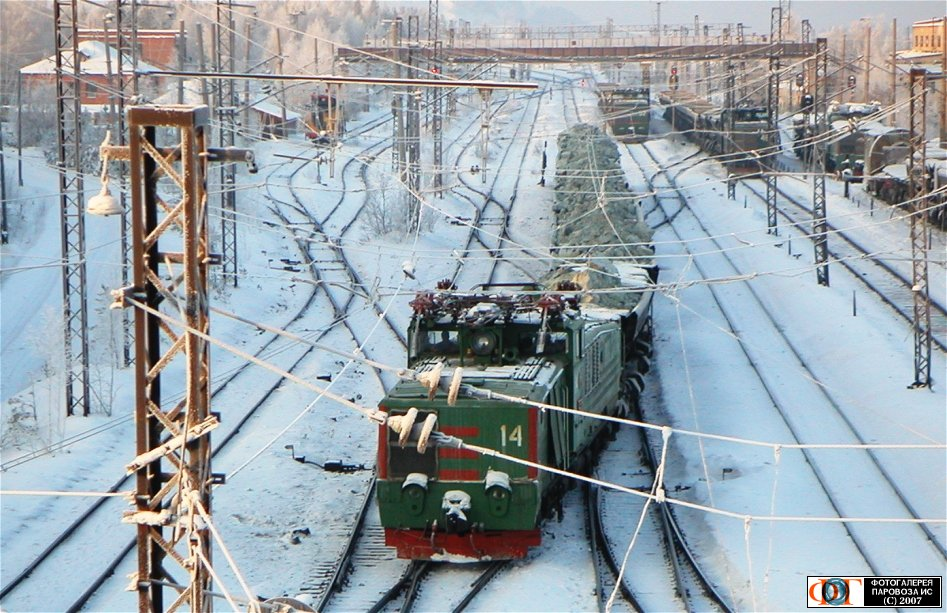
Промышленный тяговый агрегат ПЭ2^{М} с грузовым поездом на станции Восточная

Город соединён железнодорожной веткой с Транссибирской магистралью. Длина пути — 36 километров. Ветка электрифицирована. Рядом с городом расположены железнодорожные станции СвЖД Асбест и Изумруд. Станция Асбест ныне является конечной для пассажирского движения и связывает железнодорожную сеть общего пользования с ведомственной электрифицированной железнодорожной сетью ОАО «Ураласбест», которая также электрифицирована и по которой осуществляются грузоперевозки породы из асбестового карьера промышленными тяговыми агрегатами. Ранее железная дорога имела продолжение до посёлка Рефтинский и связывалась с другой железнодорожной веткой. От станции Асбест в южном направлении осуществляется пассажирское сообщение электропоездами до Екатеринбурга и других городов Свердловской области. Обратные электропоезда из Екатеринбурга идут только до станции Изумруд, и до станции Асбест не доходят. Ввиду удалённости обеих станций от жилых кварталов города до ближайшей к городу станции Изумруд ходит автобус № 5, подвязанный к утренней и вечерней электричке. До станции Асбест и расположенного рядом с ней посёлка 101 квартал, из города ходит автобус № 2а.
В северном направлении от станции Асбест имеются также грузовые станции Восточная и Северная.
В городе есть Асбестовское пассажирское автотранспортное предприятие (АПАТП). Оно осуществляет внутригородское, пригородное и междугороднее сообщение. Отправление практически всех маршрутов осуществляется с автовокзала.
На линиях работают автобусы ЛиАЗ-5256, Киа Гранбирд, Хёндэ Юниверс. Ранее в эксплуатации находились автобусы ЛиАЗ-677 (до 2011—2012 гг.), ЛАЗ-695Н (до 2013 г.), Икарус-280 (с 2010 года эксплуатировались только в летнее время, последние списаны в 2014 году), Икарус-250 (до 2014 г.), Икарус-256 (до 2014 г.), Икарус-260 (до 2014 г.).
Большинство автобусов АПАТП находится в плохом техническом состоянии. Закупки новых автобусов осуществляются в недостаточном объёме. Это привело к прекращению движения по маршрутам № 2 и № 4. Также существенно сокращено количество рейсов на действующих маршрутах. Автобусный парк стремительно сокращается из-за физического старения и износа автобусов.
Кроме АПАТП пригородные маршруты обслуживает фирма «Фаэтон». Осуществляются рейсы
- Асбест — посёлок имени Малышева.
- Асбест — посёлок Рефтинский.

С 2011 года эти рейсы отправляются с асбестовского автовокзала. Кроме них есть рейс от станции Изумруд.
Также в городе развивается сеть маршрутных такси. Есть маршруты, дублирующие автобусные, такие как 1к и 2а, 102а и 102б. Кроме того, есть кольцевой маршрут, восстановлены и осуществляются маршруты № 3 и № 9. С 2011 года все маршрутные такси отправляются от асбестовского автовокзала.

## Образование и здравоохранение
В городе развито дошкольное и школьное образование. На 2011 год действуют 24 детских сада, 15 средних школ и межшкольный учебный комбинат. Также действуют два профессиональных училища — № 17 и № 48. Действует Асбестовский горный техникум и Асбестовский колледж искусств. Кроме того, в Асбесте есть филиалы высших учебных заведений: УрГПУ,УрФУ, УГГУ, УГСХА.
В Асбесте действуют две клинические больницы, детская больница, психоневрологический диспансер и несколько поликлиник. Развита сеть аптек. Действуют стоматологическая поликлиника и ветеринарная лечебница.

## Религия
Наиболее распространённой конфессией в Асбесте является православие. Действуют два храма: Князе-Владимирский храм (открыт в 1995 году) и Храм в честь иконы Божией Матери «Умиление» Серафимо-Дивеевской (открыт в 1991 году). Также в городе есть мусульманская и протестантские общины. Имеется мечеть.

## Известные уроженцы
Из родившихся в городе:
- Николай Аввакумов (1908—1945) — советский художник-график[46][47];
- Алексей Махнёв (1921—1984) — сержант Рабоче-крестьянской Красной Армии, участник Великой Отечественной войны, Герой Советского Союза (1944);
- Владимир Мунипов (1931—2012) — советский и российский учёный, доктор психологических наук, профессор по специальности «эргономика», заслуженный работник культуры РСФСР (1981), академик Российской академии образования (1995), один из основателей советской эргономики;
- Владимир Помазкин (1931—2005) — советский хозяйственный, государственный и политический деятель, Почётный гражданин города Асбеста;
- Герман Ситников (1932—2022) — заслуженный артист России, балетмейстер-репетитор Большого Театра[48];
- Юрий Солдатов (р. 1940) — советский и российский скульптор, заслуженный художник Республики Башкортостан (1999), член Союза художников СССР (РФ) с 1978 года;
- Юрий Ильин (р. 1941) — советский и российский молекулярный биолог, академик РАН с 1992 года, директор Института биологии гена РАН (2006—2011), советник РАН, профессор, лауреат Государственной премии СССР;
- Алексей Чечулин (1943—1995) — советский и российский поэт, журналист, краевед, член Союза писателей СССР[49];
- Мордехай Шпиглер (р. 1944) — лучший футболист Израиля за 50 лет по версии УЕФА (2003), участник чемпионата мира 1970 года;
- Николай Крупин (р. 1953) — российский государственный деятель, член Правительства Свердловской области — управляющий Южным управленческим округом Свердловской области (2011—2015), заместитель Председателя Палаты представителей Законодательного собрания Свердловской области (2000—2004);
- Леонид Мехонцев (р. 1955) — советский и российский тренер по боксу, заслуженный тренер России;
- Виктор Басаргин (р. 1957) — российский государственный деятель, губернатор Пермского края (2012—2017), министр регионального развития РФ (2008—2012);
- Владимир Власов (р. 1958) — российский государственный деятель, депутат Законодательного Собрания Свердловской области (с 2016), председатель Правительства Свердловской области (в 2012)[50], глава города Асбеста (1996—2005);
- Ольга Соловьёва (р. 1958) — российский юрист, председатель Арбитражного суда Ростовской области (2007—2019)[51];
- Александр Козлов (1961—2001) — российский музыкант и композитор рок-группы «Агата Кристи»;
- Ольга Попова (р. 1964) — российский политолог и социолог, кандидат социологических наук, доктор политических наук, профессор, завкафедрой политических институтов и прикладных политических исследований факультета политологии СПбГУ, заместитель главного редактора научного журнала «Политическая экспертиза»;
- Александр Танцырев (1968—2016) — российский музыкант, поэт и композитор тяжёлой музыки. Основатель групп «Khnuth» и «Волчий Источник»[52];
- Владислав Пинаев (р. 1969) — российский государственный и политический деятель, глава Нижнего Тагила (с 2018 года);
- Дмитрий Уткин (1970—2023) — офицер спецназа ГУ ГШ ВС РФ, подполковник запаса, командир и сооснователь незаконной ЧВК «Вагнер» с позывным «Вагнер», неонацист, Герой Российской Федерации и Луганской Народной Республики;
- Глеб Самойлов (1970) — российский музыкант, поэт и композитор рок-группы «Агата Кристи»;
- Илья Марков (р. 1972) — российский спортсмен, серебряный призёр Летних Олимпийских игр в Атланте 1996 года по спортивной ходьбе на 20 км[53], чемпион Европы по ходьбе 1998 года на 20 км и чемпион мира по ходьбе 1999 года на 20 км;
- Александр Ремезов (р. 1975) — советский и российский художник-живописец, член правления Свердловского регионального отделения Союза художников России, председатель молодёжной секции, доцент Уральской государственной архитектурно-художественной академии[54];
- Яна Морева (Табачник) (р. 1975) — российская флейтистка, солистка BÖHM-квартет (БЁМ-квартета)[55], переехала в Израиль;
- Александр Колесниченко (р. 1978) — российский журналист, бывший специальный корреспондент газеты «Аргументы и факты», впервые на пресс-конференции Путина назвал «закон Димы Яковлева» 2012 года «людоедским»[56], ныне — сотрудник Администрации Президента РФ;
- Юлия Киселёва (р. 1982) — российский сценарист, режиссёр и продюсер документального кино, член Союза кинематографистов и Гильдии неигрового кино и телевидения;
- Сергей Лысцов (р. 1982) — российский легкоатлет, специалист по спортивной ходьбе, обладатель серебряных медалей чемпионатов Европы среди юниоров и среди молодёжи, победитель Кубка Европы в командном зачёте, многократный призёр первенств всероссийского значения;
- Егор Мехонцев (р. 1984) — российский спортсмен, чемпион Летних Олимпийских игр в Лондоне 2012 года по боксу в категории до 81 кг, заслуженный мастер спорта, чемпион Европы по боксу 2008 и 2010 годов, чемпион мира по боксу 2009 года[57].
- Эрик Пфайфер (р. 1987) — немецкий боксёр-профессионал, выступающий в тяжёлой весовой категории, участник двух Олимпийских игр (2012, 2016), двукратный бронзовый призёр чемпионата мира (2011, 2013), чемпион ЕС (2009), пятикратный чемпион национального первенства (2008, 2009, 2010, 2012, 2013) и многократный призёр национального чемпионата Германии, бронзовый призёр чемпионата Европы среди юниоров (2005) в любителях, среди профессионалов, бывший чемпион Европы по версии WBO (2019—2021) в тяжёлом весе;
- Александр Дорофеев (р. 1997) — российский боксёр-профессионал, выступающий в тяжёлой весовой категории, мастер спорта России (2022), серебряный призёр Кубка мира нефтяных стран (2021), бронзовый призёр командного Кубка России (2020), многократный победитель и призёр международных и всероссийский турниров в любителях;
- Анастасия Кирпичникова (р. 2000) — французская пловчиха, ранее выступавшая за Россию, призёр чемпионатов Европы, чемпионата мира на короткой воде, чемпионата Европы на короткой воде, мастер спорта России международного класса, рекордсменка России в плавании на 800 и 1500 метров вольным стилем на длинной и короткой воде, рекордсменка Франции в плавании на 1500 метров вольным стилем;
- Владимир Захарович Исаков (1943 — 2010) - русский дурналист и писатель. Литературной деятельностью занимался с 1960 г. — в этом году были опубликованы его первые стихи и рассказы. После окончания МГУ в течение многих лет работал одновременно и как журналист, и как писатель. В 1967 — 1985 гг. занимал различные должности в газетах «Калининская правда», «Смена», «Советская Россия», издательстве «Московский рабочий». С 1979 г. — член Союза писателей СССР, с 1991 г. — член Союза писателей России.

Из неродившихся, но проживавших и работавших в городе:
- Алексей Ладыженский (1852—1919) — первооткрыватель ставшего крупнейшим в мире Баженовского месторождения хризотил-асбеста, работал в посёлке Куделька в 1889—1914 годах[4];
- Лазарь Каганович (1893—1991) — крупный советский государственный и партийный деятель сталинской эпохи, жил и работал в Асбесте в 1957—1961 годах, занимал должность директора горно-обогатительного треста «Союзасбест», под его руководством в 1958 году трест сумел превзойти по выработке асбеста крупнейшего производителя асбеста в капиталистическом мире — Канаду[4];
- Фёдор Семёнов (1904—1980) — советский партийный и государственный деятель, жил и работал в Асбесте в 1931—1938 и 1949—1980 годах, 1-й секретарь Асбестовского горкома ВКП(б) (1937—1938), и. о. председателя Свердловского облисполкома (в 1938 году), в 1947 году — заместитель председателя Тульского облисполкома, в 1949—1967 годах работал на различных предприятиях Асбеста;
- Александр Королёв (1909—1983) — советский горный инженер, специалист в области технологии добычи и обогащения асбестовых руд, жил и работал в Асбесте в 1932—1983 годах в качестве конструктора, главного инженера, директор асбесто-обогатительной фабрики, управляющего трестом «Союзасбест», в директор комбината «Ураласбест» (1966—1983), Герой Социалистического Труда (1971);
- Эрнст Неизвестный (1925—2016) — знаменитый советский и американский скульптор, в 1956 году по приглашению офицеров системы ГУЛАГа жил и работал в Асбесте, создав известные горожанам скульптуры «Наука» и «Искусство» возле городского Дворца культуры, построенного годом ранее заключёнными ГУЛАГа[58][59];
- Александр Гусев (1943—2021) — советский партийный и государственный деятель, инженер, с 1968 года жил и работал в Асбесте, 1-й секретарь Асбестовского горкома КПСС (1986—1990), 1-й секретарь Свердловского обкома КПСС (в 1990 году), председатель Асбестовского горсовета (1990—1993), с 1993 года возглавлял различные предприятия города;
- Андрей Машнин (р. 1963) — российский поэт и рок-музыкант, лидер и вокалист коллектива «МашнинБэнд» (Санкт-Петербург), который некоторое время жил в Асбесте;
- Юрий Молодченко (р. 1963) — российский государственный деятель, заместитель Губернатора Ростовской области, который долго жил в Асбесте;
- Вадим Самойлов (р. 1964) — российский музыкант и композитор рок-группы «Агата Кристи», который, в отличие от младшего брата, родился в Свердловске, лишь позже его родители переехали вместе с ним в Асбест, с 2008 — член Общественной палаты РФ.